# Vilma Cianelli
Vilma Cianelli – chilijska judoczka.
Brązowa medalistka igrzysk panamerykańskich w 1983. Triumfatorka igrzysk Ameryki Południowej w 1982; druga w 1982 i 1986. Wygrała mistrzostwa panamerykańskie w 1982 i trzecia w 1980 roku.